# Kabinett Jóhanna Sigurðardóttir I
Das Kabinett Jóhanna Sigurðardóttir I war eine Übergangsregierung Islands im Frühjahr 2009.

## Geschichte
Sie bildete sich als Minderheitsregierung nach dem Rücktritt der Regierung unter Ministerpräsident Geir Haarde wegen der Finanzkrise. Sie war vom 1. Februar bis zum 10. Mai 2009 im Amt. Abgelöst wurde sie vom Kabinett Jóhanna Sigurðardóttir II, das sich nach der Isländischen Parlamentswahl am 25. April 2009 bildete.

## Regierungsmitglieder
| Ressort                                     | Name                           | Partei               | Zeitraum                    |
| ------------------------------------------- | ------------------------------ | -------------------- | --------------------------- |
| Premierministerin                           | Jóhanna Sigurðardóttir         | Allianz              | 1. Februar bis 10. Mai 2009 |
| Finanzminister Fischerei und Landwirtschaft | Steingrímur J. Sigfússon       | Links-Grüne Bewegung | 1. Februar bis 10. Mai 2009 |
| Äußeres Industrie, Energie und Tourismus    | Össur Skarphéðinsson           | Allianz              | 1. Februar bis 10. Mai 2009 |
| Gesundheit                                  | Ögmundur Jónasson              | Links-Grüne Bewegung | 1. Februar bis 10. Mai 2009 |
| Bildung, Wissenschaft und Kultur            | Katrín Jakobsdóttir            | Links-Grüne Bewegung | 1. Februar bis 10. Mai 2009 |
| Umwelt                                      | Kolbrún Halldórsdóttir         | Links-Grüne Bewegung | 1. Februar bis 10. Mai 2009 |
| Justiz                                      | Ragna Árnadóttir               | parteilos            | 1. Februar bis 10. Mai 2009 |
| Wirtschaft                                  | Gylfi Magnússon                | parteilos            | 1. Februar bis 10. Mai 2009 |
| Soziales                                    | Ásta Ragnheiður Jóhannesdóttir | Allianz              | 1. Februar bis 10. Mai 2009 |
| Kommunikation                               | Kristján L. Möller             | Allianz              | 1. Februar bis 10. Mai 2009 |